# Sprévský les
Sprévský les (německy Spreewald, dolnolužickosrbsky Błota, hornolužickosrbsky Błóta – bažiny, česky Blata) je lesnatá oblast cca 100 km jihovýchodně od Berlína v Dolní Lužici v Německu. Hlavním rysem je přirozené větvení řeky Sprévy s říčními kanály a podmáčenými loukami. Nachází se v jižní části spolkové země Braniborsko, v zemských okresech Spréva-Nisa, Dahme-Sprévský les a Horní Sprévský les-Lužice. Spreewald se dělí na Horní Spreewald (jižní část) a Dolní Spreewald (severní část). Oblast Spreewaldu má vysoký podíl lužickosrbského obyvatelstva.

## Geomorfologie
Krajina v Spreewaldu byla formována v době ledové, v glaciálu weichsel. Po skončení doby ledové došlo ke vzniku říčních ramen Sprévy. Přirozené i umělé říční kanály mají celkovou délku 970 km. Žije zde přibližně 18 000 živočišných a rostlinných druhů.

## Biosférická rezervace
Aby tato krajina zůstala zachována, byl Sprévský les vyhlášen v roce 1990 za biosférickou rezervaci. V 1991 byl Spreewald vyhlášen biosférickou rezervací UNESCO. Biosférická rezervace má rozlohu 48 400 ha.  Ve Sprévském lese sídlí také slovanský národ Srbů/Vendů s prastarými tradicemi a kroji. Za vidění jistě stojí i místní vesnice s tradičními sruby a venkovskými zahradami.  Dodnes tu žijí druhy, které jinde patří k ohroženým nebo už vyhynuly, například čáp černý, vydra nebo bobr.  

## Turismus
Tato oblast je jedním z nejznámějších a nejoblíbenějších turistických destinací ve Braniborsku. Návštěvníkům nabízí biosférická rezervace Sprévský les mnoho možností, jak poznat tamní jedinečnou kulturu a přírodu. Budete-li chtít poznat krajinu a její obyvatele zblízka, rezervujte si jednodenní nebo i vícedenní výlet na kole, na kajaku nebo na člunu.

## Zajímavosti

### Spreewaldské okurky
Spreewaldské okurky jsou kulinářskou specialitou regionu.

### Spreewald ve filmu
V filmu Good Bye, Lenin! byly jedním ze symbolů NDR.

## Legenda
Podle legendy byl Sprévský les vytvořen poté, co ďábel při orbě prošel s voly. Rýhy se naplnily vodou a dnes tvoří hodně rozvětvenou řeku Sprévy.[zdroj?]

## Galerie

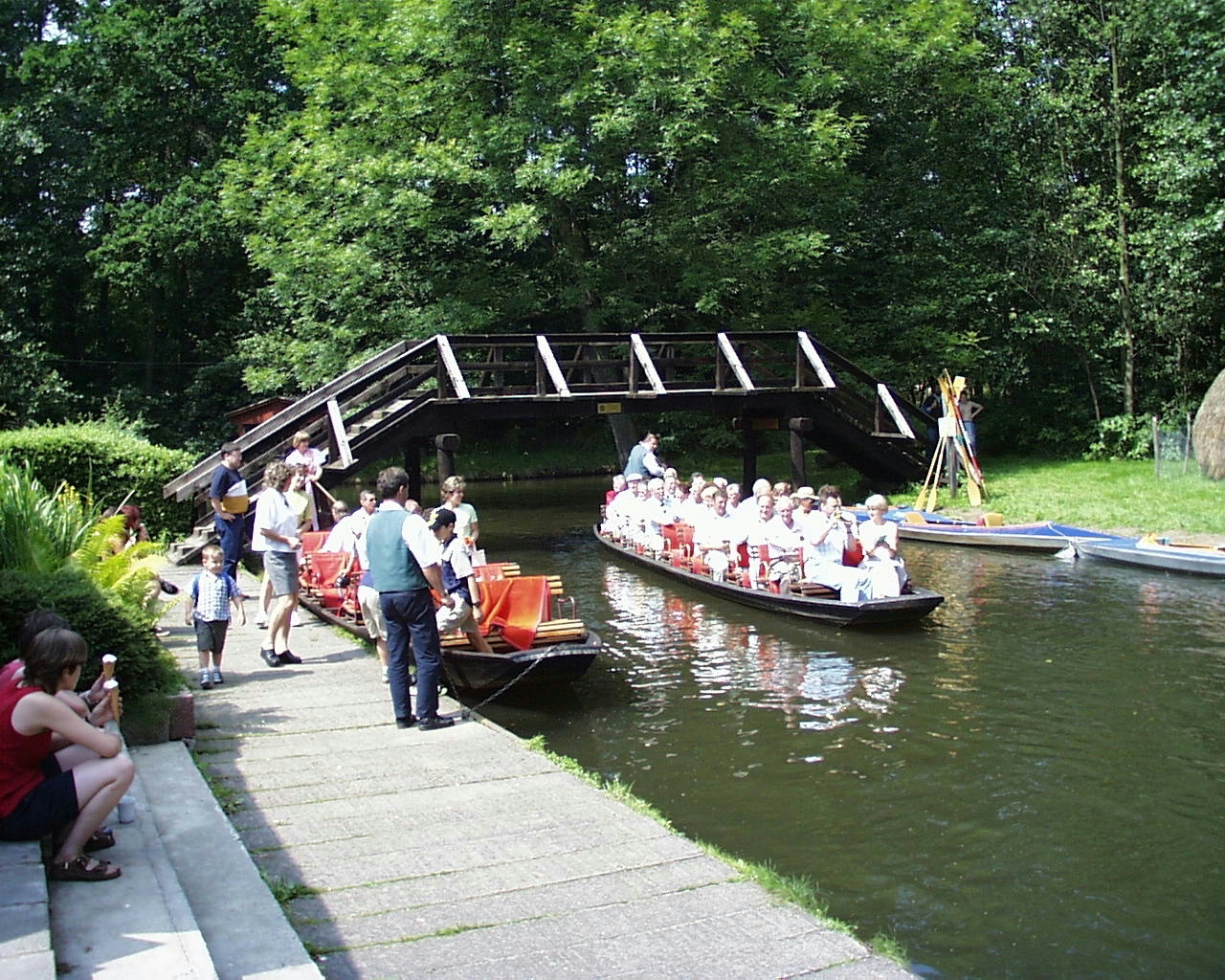
Přístav v Burgu
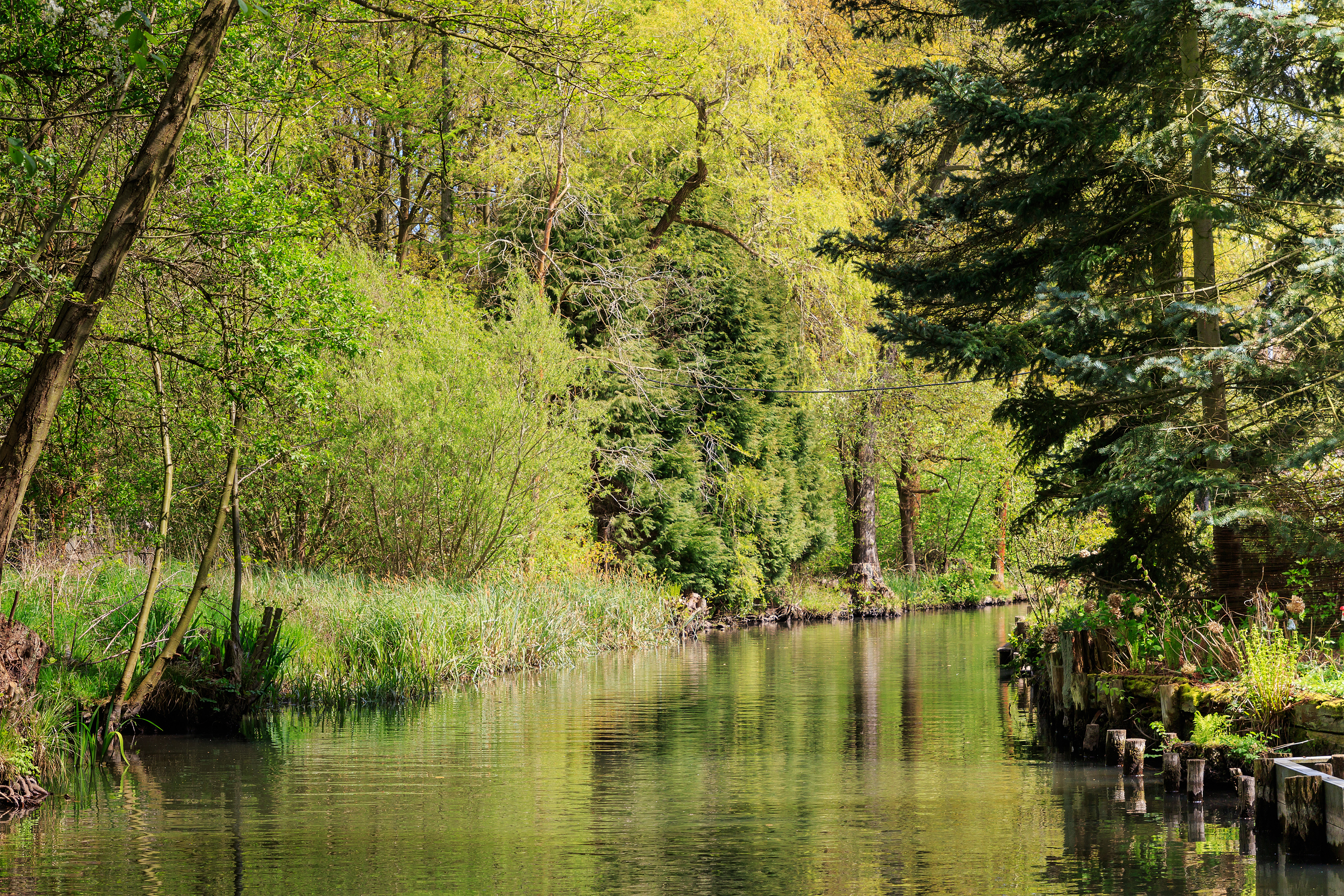
Kanál ve Spreewaldu
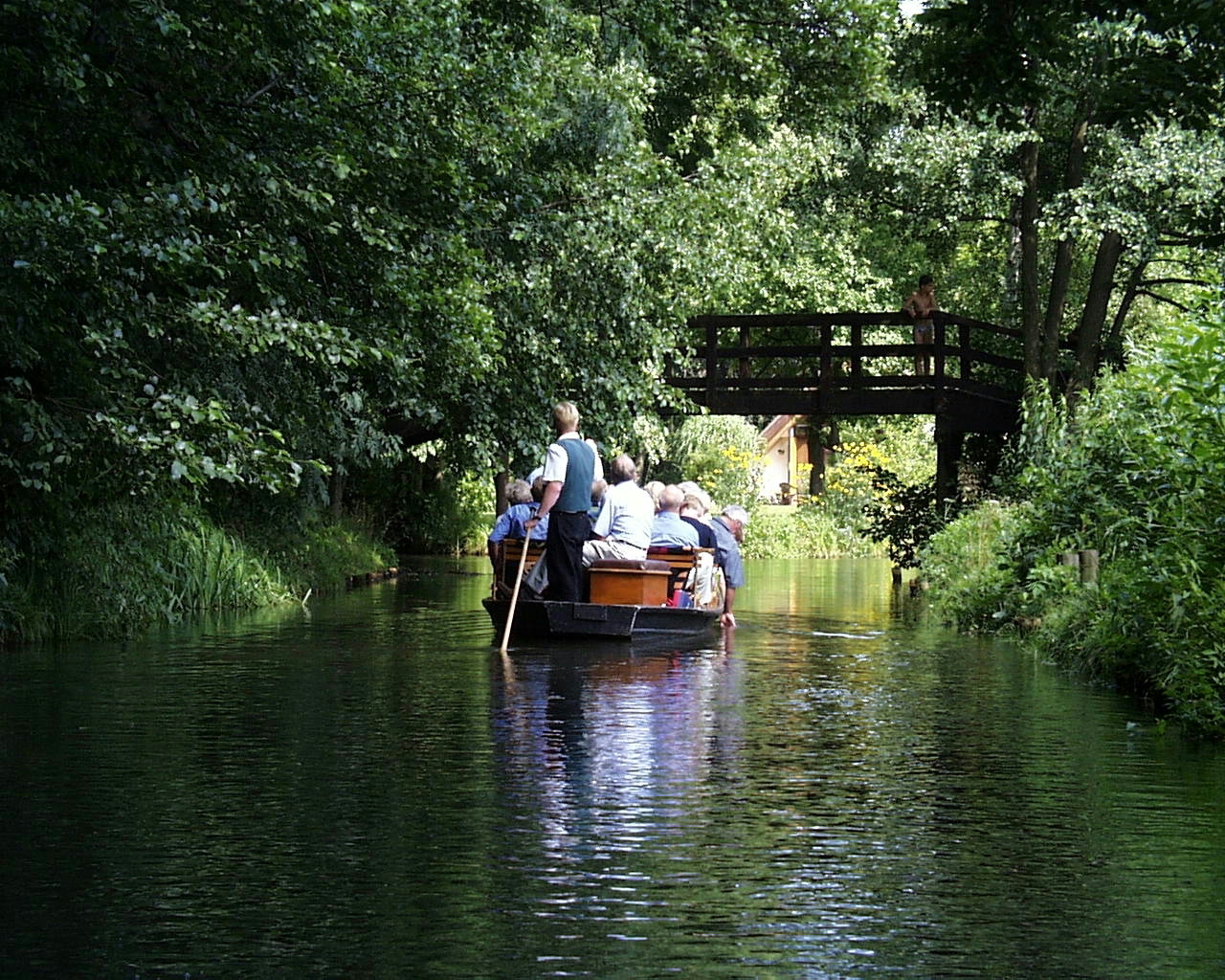
Výletní loďka
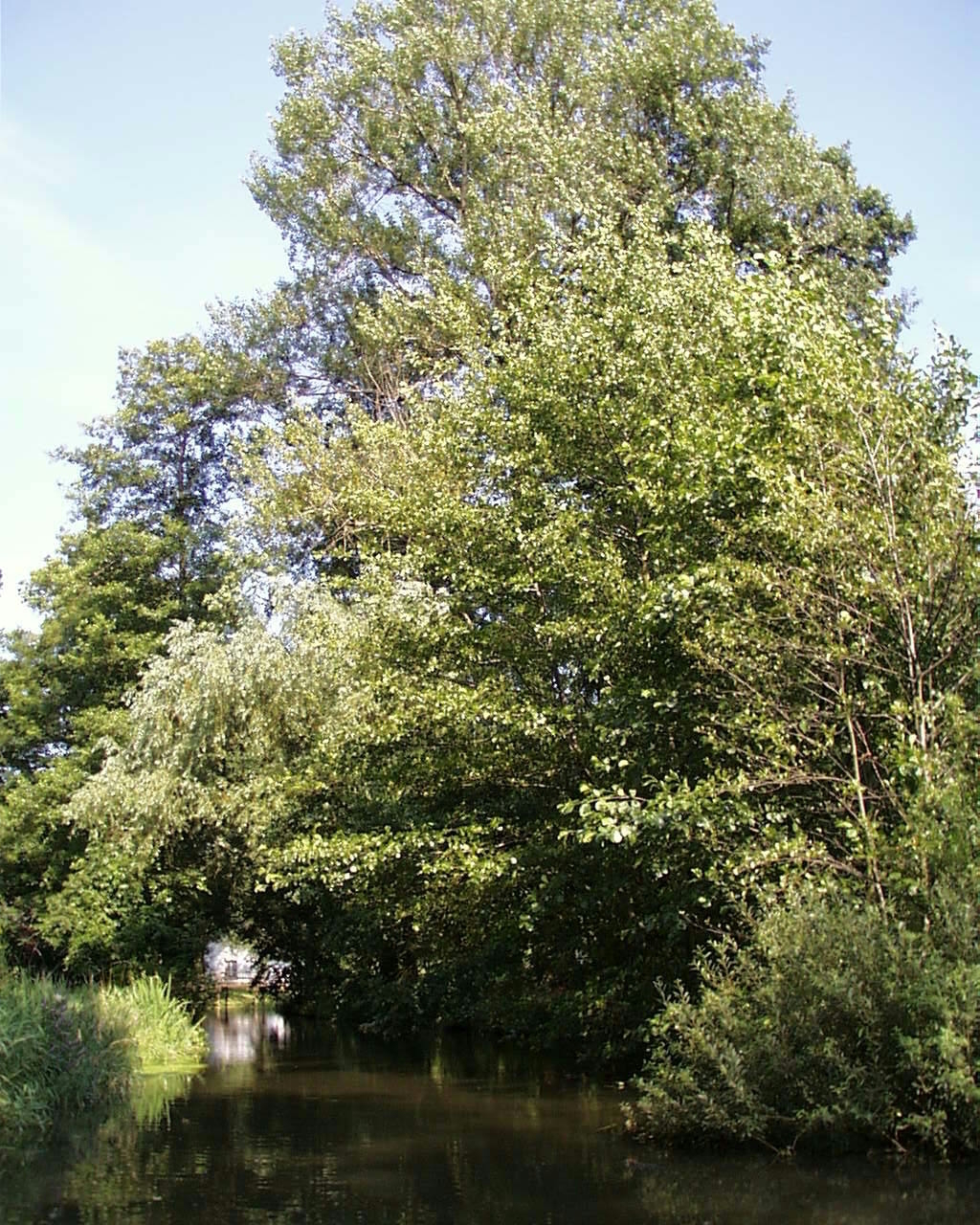
Rameno kanálu ve Spreewaldu
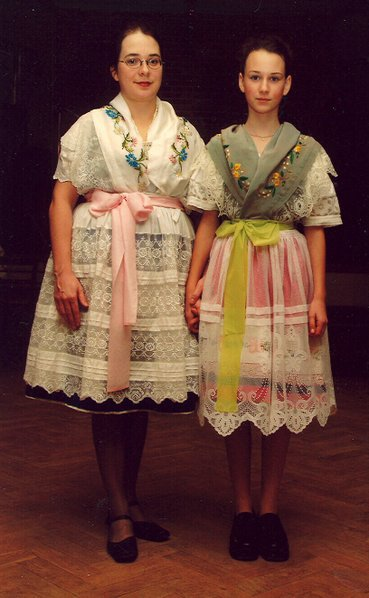
Srbský kroj
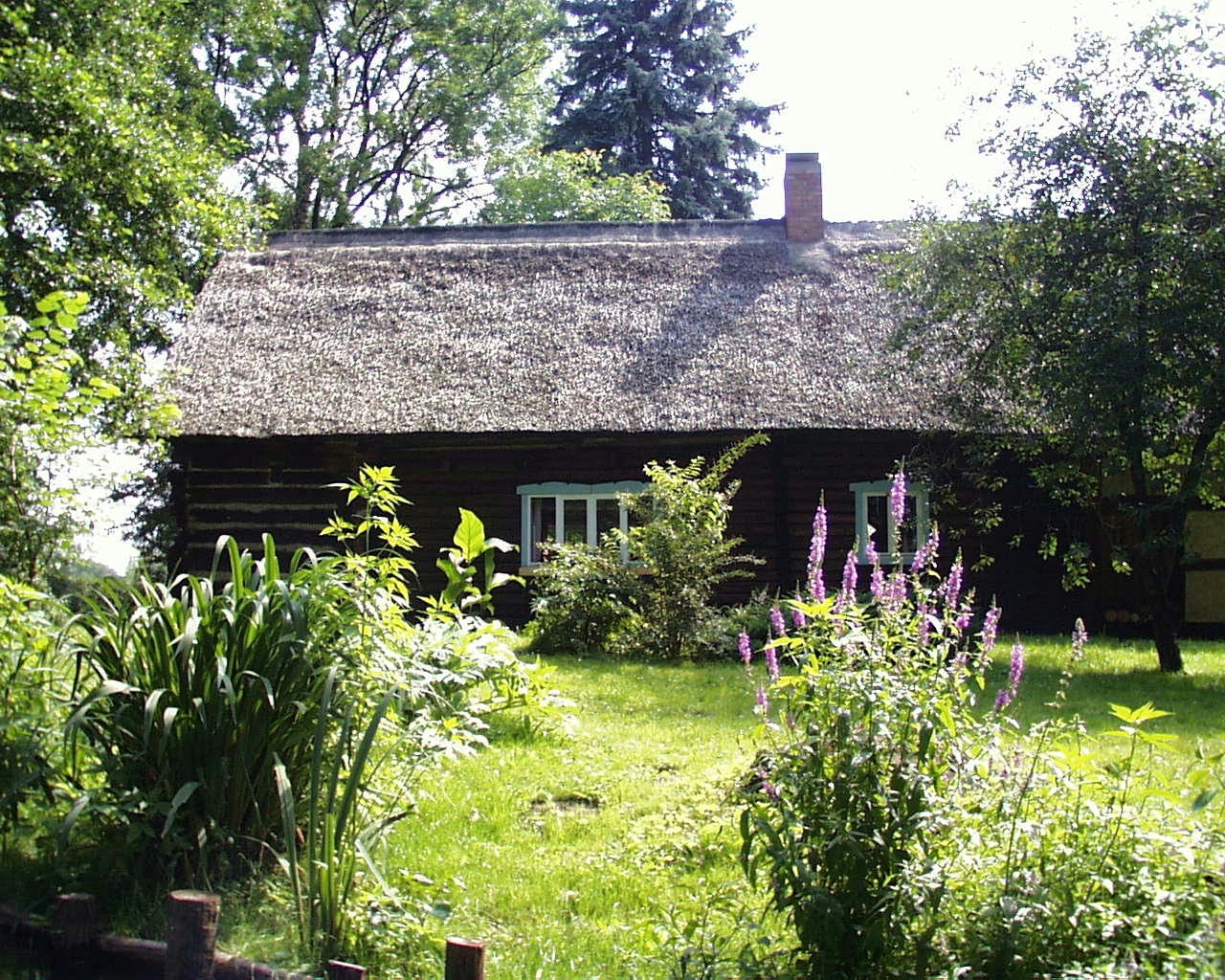
Starý dům s rákosovou krytinou
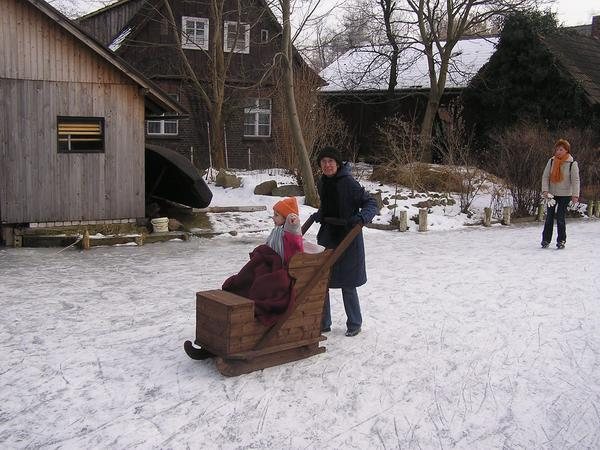
Sáňky ve Spreewaldu